# Live in NYC 12/31/92
A Live in NYC 12/31/92 a Pearl Jam limitált példányszámban megjelent CD-je, azok juthattak hozzá, akik az interneten elővételben rendelték meg a Pearl Jam című albumot.

## Áttekintés
A lemez a banda '92 szilveszteri fellépésén készült felvételt tartalmazza. Ekkor debütált élőben a "Dirty Frank" című daluk, és a "Wash" gyorsított verziója, amelyet sosem játszottak azóta. Egy feldolgozás, a "Stranglehold" Ted Nugenttől is elhangzott a koncerten, de nem szerepel a CD-n. A "Daughter" egy korai verziója is hallható rajta, a Vs. albumon megjelent változattól eltérő szöveggel.
Habár ez egy hivatalos bootleg (koncertfelvétel), a hangminőség hasonlít az amatőr felvételekéhez, mert a banda 1992-ig DAT felvevőket használt.

## Számok
1. "Speed Wash" (Gossard, Ament, McCready, Krusen, Vedder)

- A "Wash" gyorsított verziója.

1. "Sonic Reducer" (Bators, Blitz, Chrome, Magnum, Thomas, Zero)
2. "Why Go" (Vedder, Ament)
3. "Even Flow" (Vedder, Gossard)
4. "Alone" (Abbruzzese, Ament, Gossard, McCready, Vedder)
5. "Garden" (Vedder, Gossard, Ament)
6. "Daughter" (Abbruzzese, Ament, Gossard, McCready, Vedder)
7. "Dirty Frank" (Vedder, Gossard, Ament, McCready, Abbruzzese)
8. "Oceans" (Vedder, Gossard, Ament)
9. "Alive" (Vedder, Gossard)
10. "Leash" (Abbruzzese, Ament, Gossard, McCready, Vedder)
11. "Porch" (Vedder)

## Adatok
- Jeff Ament – basszusgitár
- Stone Gossard – gitár
- Mike McCready – gitár
- Eddie Vedder – ének
- Dave Abbruzzese – dob